# Ego
För andra betydelser, se Ego (olika betydelser).
Ego står för jaget i Sigmund Freuds strukturmodell över människans psyke.

## Tre delar
- Detet eller Id, den del av psyket, som alltid förblir i det omedvetna och innefattar människans grundläggande instinkter och drifter.

- Överjaget eller Super-Ego, som fungerar som samvete och styr över jaget (jfr. idealjag). Det betraktas av Freud som rest av den i barndomen upplevda föräldraauktoriteten.

- Jaget eller Egot, som hos Freud står för det medvetet erfarna. Detta jag påverkas av såväl överjaget som detet och medlar mellan dessa två instanser.

Freud hävdade att egot utgörs av vår medvetna del samt en del undermedvetna försvarsmekanismer som bland annat definierar vår personlighet. 

## Freud, Jung och Chopra
I Carl Gustav Jungs psykologi är jaget det centrala komplexet i medvetandet, det vill säga medvetandets brännpunkt samt bärare av personligheten. Jung skiljer mellan jag-förståelse och själv-förståelse. Jaget kan bara känna de medvetna delarna av personligheten, medan självet omfattar även de omedvetna. I individuationsprocessen skiljs jaget från det personliga omedvetna, men jaget förblir underordnat Självet.
Ego innehåller enligt Jung två olika delar, en medveten och omedveten, och det omedvetna är en arketyp som kallas för skuggan - de sidor av egot som inte stämmer med vår persona, vårt jagideal.
Tankar som vidareutvecklats av Deepak Chopra: 
"Egot är vår identifikation med våra tankar, känslor, åsikter, mentala föreställningar, förhållningssätt osv. Detta resulterar i att egot ger oss en förvrängd bild av verkligheten, en mental illusion. Egot är en reflektion av självet. Egot gör fyra saker jämt och ständigt, den söker tvångsmässig bekräftelse, har ett tvångsmässigt behov av att kontrollera, har ett tvångsmässigt behov av att döma och försvara och har tvångsmässiga osanna förväntningar. Egot tror att den är sig själv, det vill säga människan själv. Man blir fri från egots grepp och når inre frid och frånvaro av rädsla, genom att avidentifiera sina tankeprocesser och känslor från sig själv. Människan är inte sina tankar, utan människan är den medvetenheten om att dessa tankar finns i människan själv. Man börjar sitt frigörande från egot när man börjar ifrågasätta och uppmärksamma den inre röst som man har i sitt huvud. Dock kommer egot alltid att vara en del av människan. Hur starkt egot är speglas av hur mycket rösten i huvudet styr människan i hennes handlingar och val"
”Egot är naturligtvis inte den du egentligen är. Egot är din självbild, din sociala mask, det är den roll du spelar. Din sociala mask lever på att bli omtyckt av andra. Den vill styra och lever på att ha makt, för egot lever i ständig rädsla för att inte duga.”  